# Куарна-Сопра
Куарна-Сопра (итал. Quarna Sopra) — коммуна в Италии, располагается в регионе Пьемонт, в провинции Вербано-Кузьо-Оссола.
Население составляет 235 человек (31-12-2023), плотность населения составляет 25,03 чел./км². Занимает площадь 9,39 км². Почтовый индекс — 28020. Телефонный код — 0323.
Покровителем коммуны почитается святой первомученик Стефан, празднование 26 декабря.

## Демография
Динамика населения:

## Администрация коммуны
- Официальный сайт:

## Примечание
1. ↑  Statistiche demografiche ISTAT. demo.istat.it. Дата обращения: 9 декабря 2019. Архивировано из оригинала 14 января 2018 года.
2. ↑  Statistiche Istat. web.archive.org (7 октября 2024). Дата обращения: 12 ноября 2024. Архивировано 7 октября 2024 года.